# Reino de Imerícia
Reino da Imerícia (em georgiano: იმერეთის სამეფო) foi um Estado fundado em 1455 por um membro da dinastia Bagrationi quando o Reino da Geórgia foi dissolvido em reinos rivais. foi fundado por David VI em 1260, após a revolta contra Hulagu Cã (r. 1256–1265) ele fugiu para a Abecásia. Essa guerra devido à conquista mongol no século XIII descentralizou e fragmentou a Geórgia. Imerícia foi conquistada por Jorge V, o Brilhante que subjugou os mongóis e uniu o Reino de Imerícia com o Reino da Geórgia.

## Reis da Imerícia

### Primeira casa de Imerícia
- David I (1258–1293)
- Constantino I (1293–1326)
- Michael (1326–1329)
- Pancrácio I (1329–1330)
- Alexandre I (1387–1389)
- Jorge I (1389–1396)
- Constantino II (1396–1401)
- Demétrio I (1401–1455), somente reconhecido como duque por Alexandre I da Geórgia

### Segunda casa de Imerícia
- Demétrio II (1446–1452)
- Pancrácio II (1463–1478)
- Alexandre II (1478–1510)
- Pancrácio III (1510–1565)
- Jorge II (1565–1585)
- Leão (1585–1588)
- Rostom (1588–1589, 1590–1605)
- Pancrácio IV (1589–1590)
- Jorge III (1605–1639)
- Alexandre III (1639–1660)
- Pancrácio V (1660–1661, 1663–1668, 1669–1678, 1679–1681)
- Vactangue Tchutchunasvili (1661–1663)
- Archil (1661–63, 1678–79, 1690–91, 1695–96, 1698)
- Demétrio (1663–1664)
- Jorge IV (1681–1683)
- Alexandre IV (1683–1690, 1691–1695)
- Simão (1699–1701)
- Jorge V (1696–1698)
- Mâmia (1701–02, 1711, 1713)
- Jorge VI (1702–1707)
- Jorge VII (1707–11, 1712–13, 1713–16, 1719–1720)
- Jorge VIII (1716, 1720)
- Alexandre V (1720–1741, 1741–1746, 1749–1752)
- Jorge IX (1741)
- Mamuca (1746–1749)
- Salomão I (1752–1766, 1768–1784)
- Teimuraz (1766–1768)
- David II (1784–1789, 1790–1791)
- Salomão II (1789–1790, 1792–1810)